# St. Georg (Ellwichtern)
Die Kirche St. Georg ist die römisch-katholische Dorfkirche von Ellwichtern, einem Ortsteil der Gemeinde Schönberg in Oberbayern.

## Geschichte
Das Gotteshaus wurde ursprünglich im 15. Jahrhundert im Stil der Gotik errichtet, im 18. Jahrhundert dann baulich völlig verändert.

## Beschreibung
Zur Ausstattung der Kirche gehört ein fast ganz frei gearbeitetes, bemaltes Hochrelief im Altarschrein. Es zeigt den Kirchenpatron, den heiligen Georg, der gegen den zu seinen Füßen liegenden Drachen das Schwert zückt. Im Hintergrund die  jungfräuliche Königstochter, deren Eltern aus der Felsenburg dem Kampf zusehen.
Rechts daneben eine etwa 90 Zentimeter hohe bemalte Holzfigur des heiligen Florian. Er ist stehend dargestellt in voller Rüstung, in der Linken die Fahne, in der Rechten der Wasserkübel. Darunter das brennende Haus.